# Trascañedo
Trascañedo (en asturiano y oficialmente: Trescañéu) es una casería que pertenece a la parroquia de Santullano en el concejo de Las Regueras (Principado de Asturias). Se encuentra a 198 m s. n. m. y está situada a 1,20 km de la capital del concejo, Santullano. 

## Población
En 2020 contaba con una población de 15 habitantes (INE 2020) repartidos en un total de 8 viviendas.